# Zoubir Aouadj
Zoubir Aouadj est un footballeur international algérien né le 14 décembre 1940 à Alger et mort le 30 novembre 1991. Il évoluait au poste de milieu gauche.

## Biographie
Zoubir Aouadj évolue au MC Alger,
Il reçoit sept sélections en équipe nationale entre 1963 et 1965, sans inscrire de but.
Aouadj joue son premier match avec l'équipe d'Algérie le 26 décembre 1963, contre la Hongrie (défaite 0-3). Il reçoit sa dernière sélection le 31 octobre 1965, contre le Maroc (score : 0-0).

## Palmarès
- Vice-champion d'Algérie en 1970 avec le MC Alger
- Champion d'Algérie de D2 en 1966, 1968 avec le MC Alger